# Valletta Football Club 2016-2017
Questa voce raccoglie le informazioni riguardanti il Valletta Football Club nelle competizioni ufficiali della stagione 2016-2017.

## Rosa
Fonte:
| N. |                      | Ruolo | Calciatore       |
| -- | -------------------- | ----- | ---------------- |
|    | Lituania (bandiera)  | P     | Džiugas Bartkus  |
|    | Malta (bandiera)     | P     | Manuel Bartolo   |
|    | Malta (bandiera)     | P     | Henry Bonello    |
|    | Malta (bandiera)     | P     | Nicky Vella      |
|    | Argentina (bandiera) | D     | Leandro Aguirre  |
|    | Malta (bandiera)     | D     | Ian Azzopardi    |
|    | Malta (bandiera)     | D     | Jean Borg        |
|    | Malta (bandiera)     | D     | Steve Borg       |
|    | Malta (bandiera)     | D     | Daniel Camilleri |
|    | Malta (bandiera)     | D     | Ryan Camilleri   |
|    | Malta (bandiera)     | D     | Jonathan Caruana |
|    | Argentina (bandiera) | D     | Juan Gill        |
|    | Namibia (bandiera)   | D     | Ennio Hamutenya  |
|    | Brasile (bandiera)   | D     | Romeu            |
|    | Malta (bandiera)     | D     | Dario Tabone     |
|    | Malta (bandiera)     | D     | Joseph Zerafa    |

| N. |                      | Ruolo | Calciatore          |
| -- | -------------------- | ----- | ------------------- |
|    | Malta (bandiera)     | C     | Roderick Briffa     |
|    | Malta (bandiera)     | C     | Shaun Dimech        |
|    | Malta (bandiera)     | C     | Russell Fenech      |
|    | Malta (bandiera)     | C     | Rowen Muscat        |
|    | Italia (bandiera)    | C     | Claudio Pani        |
|    | Malta (bandiera)     | C     | Matthew Spiteri     |
|    | Malta (bandiera)     | A     | Llywelyn Cremona    |
|    | Argentina (bandiera) | A     | Federico Falcone    |
|    | Argentina (bandiera) | A     | Santiago Malano     |
|    | Malta (bandiera)     | A     | Michael Mifsud      |
|    | Malta (bandiera)     | A     | Luke Montebello     |
|    | Malta (bandiera)     | A     | Kyrian Nwoko        |
|    | Malta (bandiera)     | A     | Nicholas Pulis      |
|    | Malta (bandiera)     | A     | Jurgen Suda         |
|    | Nigeria (bandiera)   | A     | Uchenna Umeh        |
|    | Argentina (bandiera) | A     | Maximiliano Velasco |